# 白斑普提魚
白斑普提魚，又稱白斑狐鯛，為輻鰭魚綱鱸形目隆頭魚亞目隆頭魚科的其中一種，分布於中東太平洋的萊恩群島海域，棲息深度7-30公尺，體長可達17.9公分，棲息在珊瑚礁區海域，生活習性不明。

## 擴展閱讀
維基物種上的相關：白斑普提魚